# Pygopleurus costatus
Pygopleurus costatus är en skalbaggsart som beskrevs av Rudolph Petrovitz 1957. Pygopleurus costatus ingår i släktet Pygopleurus och familjen Glaphyridae. Inga underarter finns listade i Catalogue of Life.